# Cupa României 1966-1967
La Cupa României 1966-1967 è stata la 29ª edizione della coppa nazionale disputata tra il 5 marzo e il 2 luglio 1967 e conclusasi con la vittoria dello Steaua Bucarest, al suo ottavo titolo.

## Sedicesimi di finale
Gli incontri si sono disputati tra il 5 e il 29 marzo 1967. La partita Minerul Baia-Mare - Petrolul Ploiești fu interrotta al 13º minuto (sul punteggio di 0-0) e rigiocata il 29 marzo.
| Squadra 1             | Risultato | Squadra 2               |
| --------------------- | --------- | ----------------------- |
| Gloria Bistrița       | 0 - 1 dts | Steaua Bucarest         |
| Progresul Brăila      | 0 - 1     | Rapid Bucarest          |
| Medicina Cluj         | 3 - 1     | Jiul Petroșani          |
| Electroputere Craiova | 0 - 1 dts | Universitatea Craiova   |
| Foresta Fălticeni     | 1 - 0     | Steagul Roșu Brașov     |
| Oțelul Galați         | 2 - 3 dts | Politehnica Timișoara   |
| Metalul Hunedoara     | 1 - 3     | UTA Arad                |
| Minerul Lupeni        | 1 - 0 dts | Metalurgistul București |
| Textila Mediaș        | 2 - 4     | Progresul București     |
| Crișul Oradea         | 1 - 0     | Politehnica București   |
| Minerul Plopeni       | 1 - 1 dts | CSMS Iași               |
| Voința Reghin         | 0 - 2     | Dinamo Bucarest         |
| CSM Sibiu             | 0 - 0 dts | Farul Constanța         |
| Chimia Suceava        | 2 - 1 dts | Universitatea Cluj      |
| CFR Timișoara         | 2 - 0     | Dinamo Pitești          |
| Minerul Baia-Mare     | 4 - 0     | Petrolul Ploiești       |

## Ottavi di finale
Gli incontri si sono disputati il 5 aprile 1967.
| Squadra 1           | Risultato | Squadra 2             |
| ------------------- | --------- | --------------------- |
| Minerul Baia-Mare   | 1 - 0     | Chimia Suceava        |
| Steaua Bucarest     | 1 - 0     | Medicina Cluj         |
| Progresul București | 1 - 0     | Dinamo Bucarest       |
| Farul Constanța     | 2 - 1     | Crișul Oradea         |
| CSMS Iași           | 2 - 0     | Universitatea Craiova |
| Rapid Bucarest      | 6 - 0     | Minerul Lupeni        |
| Foresta Fălticeni   | 0 - 0 dts | Politehnica Timișoara |
| CFR Timișoara       | 1 - 0     | UTA Arad              |

## Quarti di finale
Gli incontri si sono disputati il 3 maggio 1967.
| Squadra 1         | Risultato | Squadra 2           |
| ----------------- | --------- | ------------------- |
| Steaua Bucarest   | 3 - 0     | Farul Constanța     |
| CFR Timișoara     | 1 - 1 dts | Progresul București |
| Foresta Fălticeni | 1 - 1 dts | CSMS Iași           |
| Rapid Bucarest    | 3 - 0     | Minerul Baia-Mare   |

## Semifinali
Gli incontri si sono disputati il 28 giugno 1967.
| Squadra 1         | Risultato | Squadra 2      |
| ----------------- | --------- | -------------- |
| Foresta Fălticeni | 1 - 0     | Rapid Bucarest |
| Steaua Bucarest   | 3 - 0     | CFR Timișoara  |

## Finale
La finale venne disputata il 2 luglio 1967 a Bucarest.
| Arbitro: | Iosif Ritter (Timișoara) |

|                                                                                           |           |  |
| Vasile Șoo 8’ 16’ Vasile Negrea 10’ Florea Voinea 38’ Sorin Avram 62’ Dumitru Popescu 71’ | Marcatori |  |